# Августовский фракционный инцидент
Августовский фракционный инцидент (кор. 8월 종파 사건), также известен под эвфемистическим обозначением Второй трудный марш — политический кризис 1956 года в руководстве правящей компартии КНДР. Произошёл под влиянием ХХ съезда КПСС. Группа сторонников «оттепели» и десталинизации попыталась отстранить Ким Ир Сена от власти на пленуме ЦК ТПК. Конфликт завершился победой Ким Ир Сена и массовыми политическими репрессиями. Итогом стало утверждение единовластия Ким Ир Сена, консолидация сталинистского режима в КНДР.

## Группировки и противоречия

### Фракции ТПК
С момента создания в 1949 руководство правящей в КНДР Трудовой партии Кореи (ТПК) структурировалось несколькими исторически сложившимися группировками (фракциями):
- «партизанская фракция» состояла из участников партизанской войны в Маньчжурии 1930-х годов; лидер — Ким Ир Сен, председатель ЦК ТПК, премьер-министр КНДР
- «внутренняя фракция» состояла из активистов корейского коммунистического подполья 1920—1940-х годов; лидер — Пак Хон Ён, заместитель председателя ЦК ТПК, вице-премьер и министр иностранных дел КНДР
- «советская фракция» состояла из функционеров ВКП(б) корейского происхождения, командированных из СССР для укрепления северокорейского коммунистического режима; лидер — Хо Га И (Алексей Хегай), секретарь ЦК ТПК, вице-премьер КНДР
- «яньаньская фракция» состояла из корейских коммунистов, группировавшихся в 1930—1940-х годах в рядах КПК в китайском городе Яньань; лидер — Ким Ду Бон, председатель Президиума Верховного народного собрания КНДР

Из четырёх фракций «партизанская» изначально была наименьшей по численности и влиянию. В значительной степени по этой причине капитан Советской армии Ким Ир Сен был утверждён на постах председателя партии и правительства. Он казался приемлемой компромиссной фигурой для руководящих северокорейских функционеров, а главное, для их покровителей в Москве и Пекине.

### Межфракционное противостояние
До середины 1950-х фракции ТПК не имели сколько-нибудь принципиальных расхождений. Все они стояли на ортодоксально-коммунистических позициях с некоторым уклонами в сталинизм либо маоизм, выступали за тесный союз с СССР и КНР. Однако члены фракций заметно различались по жизненному опыту, политическому стилю и менталитету.
«Партизаны» обычно происходили из малообразованных крестьян, были моложе и агрессивнее других, склонны к военно-силовым решениям, отличались личной преданностью Ким Ир Сену. Они с трудом находили общий язык с «внутренними» интеллектуалами-марксистами, опытными «советскими» бюрократами, проникнутыми китайской культурой «яньаньцами». С другой стороны, «советские» и «яньаньские» фракционеры по-разному видели приоритеты внешних союзов, предпочитали разные модели партийной организации. Основное же противоречие состояло в том, что фракционеры ориентировались на своих лидеров. Первые годы своей власти Ким Ир Сен рассматривался не как единоличный правитель, а как «первый среди равных».
Положение стало меняться после Корейской войны. В целом война завершилась неудачно для КНДР — присоединение Южной Кореи не удалось. Осенью 1950 года КНДР пребывала на грани полного разгрома, избежать которого удалось только силами иностранных держав. Военная помощь Китая и Советского Союза (в значительно меньшей степени) усилила внешнюю зависимость. Ответственность за всё это представители разных фракций возлагали друг на друга. Ким Ир Сен считал виновными генералов от «яньаньской» фракции; «советская» фракция усматривала вину Ким Ир Сена в авантюрном стиле руководства военными действиями, игнорировании рекомендаций Сталина о своевременном отступлении. Отношения в партийной верхушке резко обострились.
Смерть Сталина в 1953 дестабилизировала весь Восточный блок. Борьба за власть в верхушке КПСС, явные признаки серьёзных перемен в СССР, обострение ситуации в странах Восточной Европы встревожили правящий слой КНДР. Ким Ир Сен решил действовать на упреждение и мог опереться на сплочённую группу сторонников. Ключевыми фигурами в окружении Ким Ир Сена в то время являлись
- Чхве Ён Гон, министр обороны КНДР (на тот момент он формально являлся председателем прокоммунистической ДПК, но тайно состоял в ТПК и являлся ближайшим сподвижником Ким Ир Сена)
- Пан Хак Се, министр внутренних дел КНДР, основатель северокорейских спецслужб, руководитель органов госбезопасности
- Пак Кым Чхоль, заместитель председателя ЦК ТПК
- Ким Чхан Ман, секретарь ЦК ТПК
- Нам Иль, министр иностранных дел КНДР
- Хан Соль Я, председатель Союза писателей КНДР
- Пак Чжон Э, секретарь ЦК ТПК, руководитель Союза женщин КНДР, куратор общественных организаций
- Ким Ён Чжу, инструктор орготдела ЦК ТПК, младший брат Ким Ир Сена

## Начало внутрипартийных репрессий

### Разгром «внутренней фракции»
Первая кампания внутрипартийных репрессий обрушилась на «внутреннюю фракцию» (которая, в отличие от «советской» и «яньаньской», не имела зарубежных покровителей). Весной-летом 1953, ещё до окончания Корейской войны, были арестованы зампред ЦК Пак Хон Ён и секретарь ЦК Ли Сын Ёп с группой сторонников из партийно-государственного и военного аппарата.
Им были предъявлены обвинения в государственной измене, шпионаже в пользу Японии и США, планировании государственного переворота. Специальный военный суд заседал под председательством Чхве Ён Гона — не имевшего ни юридического образования, ни какого-либо отношения к судебной системе, зато чётко выполнявшего политические установки Ким Ир Сена. Одиннадцать человек были приговорены к смертной казни, только двое обвиняемых получили длительные тюремные сроки. Пак Хон Ён и Ли Сын Ёп расстреляны. «Внутренняя фракция» была политически и физически уничтожена.
Вскоре последовал серьёзный удар и по «яньаньской фракции». В апреле 1955 выведен из ЦК, исключён из партии, арестован и в ноябре расстрелян бывший министр внутренних дел Пак Ир У, считавшийся доверенным представителем Мао Цзэдуна в КНДР. «Яньаньский» лидер Ким Ду Бон — формальный глава северокорейского государства — к тому времени фактически отошёл от дел и не претендовал на соперничество с Ким Ир Сеном. На первый план среди «яньаньцев» выдвинулся вице-премьер Чхве Чхан Ик.

### Атака на «советскую фракцию»
В конце 1955 начались преследования «советской фракции». Её лидер Хо Га И погиб ещё в 1953. По официальной версии, он покончил с собой, опасаясь ареста из-за связей с «внутренними», по другим сведениям — убит агентами госбезопасности. После него главной фигурой группы стал председатель Госплана КНДР Пак Чхан Ок. К нему примыкали вице-премьер и министр лёгкой промышленности Пак Ы Ван, министр строительства Ким Сын Хва, заведующий отделом пропаганды ЦК Пак Ён Бин, начальник военной академии Ки Сок Пок.
Обычно представители «советской фракции» занимали в КНДР технократические посты. На этой почве у Пак Чхан Ока периодически возникали противоречия с Ким Ир Сеном и его амбициозным окружением. Ещё характернее это было для резкого и прямолинейного Пак Ы Вана. Пак Ён Бин, исходя из марксистского понимания роли масс и личностей в истории, предлагал Ким Ир Сену понизить степень его восхвалений. В то же время, из советских корейцев происходили такие деятели, как Пан Хак Се, Нам Иль, Пак Чжон Э — решительно ставшие на сторону Ким Ир Сена и активно участвовавшие в преследованиях.
Давление на «советских» поначалу велось иными методами, нежели на «внутренних». Обвинения носили специфический характер: предъявлялись ошибки в области литературы, «потворство буржуазным авторам». В этом проявлялась особая роль идеолога Хан Соль Я.
На пленуме ЦК ТПК и расширенном заседании Президиума ЦК в декабре 1955 Ким Ир Сен подверг жёсткой критике лидеров «советской фракции». К их идеологическим ошибкам он отнёс не только литературную политику (к которой никто из них, за единственным исключением, давно не имел отношения), но и «чрезмерное восхваление всего советского и русского». Пак Чхан Ок, Пак Ён Бин, Ки Сок Пок обвинялись в «буржуазном либерализме», «недостаточном патриотизме», постоянном поиске покровительства в советском посольстве. В речи Ким Ир Сена явственно проявились националистические мотивы, впервые прозвучал термин «чучхе».
На том этапе кампания против «советской фракции» ограничилась пропагандистской критикой, партийными выговорами, взысканиями и расследованием связей с Хо Га И. Это объяснялось нежеланием трений с КПСС (хотя советское посольство в Пхеньяне дистанцировалось от ситуации). Кроме того, Ким Ир Сен считал нецелесообразным открытый внутрипартийный конфликт в преддверии III съезда ТПК.

## «Оттепель» и обострение
В феврале 1956 в Москве состоялся XX съезд КПСС. 25 февраля Никита Хрущёв выступил с «секретным докладом» О культе личности и его последствиях. 30 июня опубликовано Постановление ЦК КПСС «О преодолении культа личности и его последствий». Был официально разоблачён культ личности Сталина, осуждены важные стороны сталинского правления. Десталинизация означала прекращение массовых репрессий, определённую либерализацию общественной жизни, «коллективное руководство» в партии вместо единоличной диктатуры, повышение уровня жизни масс как задачу экономической политики, мирное сосуществование на международной арене. Общий комплекс идеологии и политики получил название «Оттепель».
Смерть Сталина привела к кризису коммунистических режимов Восточной Европы и Восточной Азии. В 1953—1956 годах начались антикоммунистические выступления в ГДР, Польше, Болгарии, Чехословакии. Октябрь 1956 ознаменовался Венгерским восстанием и массовыми волнениями в Польше. В Венгрии, Польше, а также Болгарии, сменилось руководство и политика правящих компартий. Месяцем ранее, в сентябре, VIII съезд КПК принял решения в духе XX съезда КПСС (хотя либерализация в КНР была очень непродолжительной).
КНДР не осталась в стороне от этих процессов. Информация о происходящем в соцлагере распространялась по стране. Особенно популярны были идеи «оттепели» в студенческой и преподавательской среде. Главным очагом стал пхеньянский Университет имени Ким Ир Сена. Иногда настроения заходили дальше «оттепельных»: ректор университета Ю Сон Хун отмечал выступления студентов в поддержку «югославской демократии» («что-то югославское» было типичным лозунгом восточноевропейских восстаний 1956 года).
Северокорейские власти вынуждены были дать знаки понимания и согласия с линией КПСС и КПК. С марта 1956 прекратилась кампания против «советской фракции». На встрече с советскими представителями Ким Ир Сен высказался в плане неприятия собственного культа личности. Тем самым был соблюдён ритуал лояльности. Пак Чжон Э, взявшая на себя идеологическое обеспечение, отмечала на предсъездовском совещании, что культ личности Ким Ир Сена хотя и существует, но «не представляет той опасности, что представлял культ Сталина» и постепенно преодолевается.
На III съезде ТПК в апреле 1956 Ким Ир Сен повернул критику неожиданным образом: культ личности был приписан Пак Хон Ёну, и репрессии против «внутренней фракции» подавались как борьба с этим негативным явлением. Пак Чжон Э представила изменения в Устав ТПК, которые приводили структуру партийного руководства в большее соответствие советским образцам. Идеологической основой партии провозглашался марксизм-ленинизм — вместо прежней формулировки «учение Маркса, Энгельса, Ленина и Сталина».
Делегацию КПСС на III съезде ТПК возглавлял секретарь ЦК (будущий генеральный секретарь) Леонид Брежнев. В своём выступлении он акцентировал борьбу с культом личности и намекнул на наличие этой проблемы у корейских коммунистов. Члены «советской фракции» рассчитывали на обстоятельную беседу с Брежневым. Этого, однако, не случилось, состоялся лишь короткий разговор Пак Ы Вана. Северокорейский министр убеждал советского визитёра оказать влияние на Ким Ир Сена, ввести его в рамки, заданные XX съездом.
Летом 1956 Ким Ир Сен во главе представительной партийно-правительственной делегации предпринял длительную поездку в КНР, СССР и страны Восточной Европы. Увиденное произвело сложное впечатление на северокорейских лидеров. Они сделали вывод о дестабилизирующем влиянии XX съезда на политические системы коммунистических государств, об опасных для своей власти последствиях десталинизации).

## Августовская фракция

### Состав и позиции
На этом фоне вновь активизировалась фракционная оппозиция в ТПК. Теперь она приобрела некоторую наступательность. Представители «советской» и «яньаньской» фракций были весьма враждебны друг другу («яньаньцы» не проявили никакой солидарности с «советскими» во время преследования последних, а расправу с «внутренними» игнорировали и те, и другие). Но в 1956 они объединились на платформе XX съезда КПСС и сформулировали общую позицию: разоблачение и отвержение культа Ким Ир Сена, переход к коллективному руководству ТПК, усиление социальной политики.
Лидерами группы, впоследствии получившей название «Августовская фракция», стали:
- Чхве Чхан Ик, член ЦК ТПК, вице-премьер КНДР («яньаньская фракция»)
- Пак Чхан Ок, член ЦК ТПК, вице-премьер КНДР («советская фракция»)
- Юн Кон Хым, член ЦК ТПК, министр торговли КНДР («яньаньская фракция»)
- Ли Пхиль Гю, кандидат в члены ЦК ТПК, начальник департамента стройматериалов правительства КНДР («яньаньская фракция»)
- Ким Сын Хва, член ЦК ТПК, министр строительства КНДР («советская фракция»)
- Со Хви, член ЦК ТПК, председатель Федерации профсоюзов КНДР («яньаньская фракция»)
- Ли Сан Чжо, кандидат в члены ЦК ТПК, посол КНДР в СССР («яньаньская фракция»)

Обычно к Августовской фракции относят также министра лёгкой промышленности Пак Ы Вана («советская фракция») и председателя Президиума Верховного народного собрания Ким Ду Бона («яньаньская фракция»). Пак Ы Ван не участвовал в подготовке выступления, но открыто солидаризировался с ним. Семидесятилетний Ким Ду Бон, живший частной жизнью, всячески старался быть в стороне от конфликта, но был зачислен в участники вопреки своему желанию.
Все они были убеждёнными коммунистами. Строй реального социализма был для них вне обсуждения. Но эта группа имела с Ким Ир Сеном и его сторонниками серьёзные противоречия. Прежде всего они стремились исключить произвол и репрессии против внутрипартийной оппозиции (судьба «внутренней фракции» наглядно демонстрировала перспективы при единовластии Ким Ир Сена). Очень важную роль играли побуждения борьбы за власть и фракционного доминирования. Лозунги десталинизации, внутрипартийной демократии, народного благосостояния представлялись для этих целей подходящей идеологической платформой.
Но при всём том оппозиционеры действительно предпочитали коллективное руководство, выступали за определённую свободу мнений для всех коммунистов, за смену экономических приоритетов, более рациональную хозяйственную политику, повышение уровня жизни в стране. Некоторые являлись сторонниками теоретического коммунизма как бесклассового и безгосударственного общества и с этих позиций отвергали диктатуру как таковую (по некоторым признакам, к таким идеям был близок Ли Пхиль Гю).
Значительное большинство оппозиционеров принадлежали к «яньаньской фракции», которая, как стало впоследствии очевидно, представляла основную угрозу власти Ким Ир Сена. Основной силой оппозиции стали функционеры, связанные с Китаем. Главным лидером выступал Чхве Чхан Ик. Наиболее жёсткую позицию занимал Ли Пхиль Гю — ветеран-подпольщик, потом офицер северокорейской полиции, заместитель начальника генштаба КНА, заместитель министра внутренних дел. Казнь своего друга Пак Ир У он рассматривал как преступление против себя лично и рвался совершить возмездие. Ли Пхиль Гю был единственным из видных оппозиционеров, кто имел определённые связи в силовых структурах. Однако и он не обладал рычагами управления ни в КНА, ни в МВД. Не случайно его заблаговременно дистанцировали от силовиков, назначив на хозяйственную должность.

### Планы и расчёты
Замысел заключался в том, чтобы выступить на пленуме ЦК, убедить большинство и завоевать его поддержку, после чего голосованием отстранить Ким Ир Сена с председательских постов. Это вполне укладывалось в рамки Конституции КНДР и Устава ТПК. Речь шла о мирном и законном выступлении. Оппозиционеры были уверены в успехе, полагаясь на силу убедительных аргументов. Исключением опять-таки являлся Ли Пхиль Гю — он допускал силовое свержение Ким Ир Сена («за диктатуру и преступления»), физическую ликвидацию Хан Соль Я («слишком плохого человека»), считал возможной революционную подпольную борьбу. Но такую позицию не принимал больше никто.
Отсутствует ясность, кем именно предполагалось заменить Ким Ир Сена. Публично никаких имён не называлось. Но по некоторым отрывочным данным, председателем ЦК ТПК предполагалось избрать Чхве Чхан Ика, премьер-министром — Пак Чхан Ока, председателем Президиума Верховного народного собрания оставить Ким Ду Бона, а главнокомандование КНА закрепить за Чхве Ён Гоном (в котором ошибочно видели сторонника, и сам он по поручению Ким Ир Сена поддерживал эту иллюзию).
Важный расчёт строился на помощь СССР и КНР. Чхве Чхан Ик, Пак Чхан Ок, Ким Сын Хва, Ли Пхиль Гю, Юн Кон Хым провели беседы в советском и китайском посольствах, призывая поддержать свою борьбу с культом личности. Советские дипломаты сдержанно выслушивали и составляли отчёты в Москву. Своего отношения к ситуации и плану они не высказывали. Информации о реакции китайских дипломатов в открытых источниках нет. Известно, однако, что советское посольство посетил Нам Иль и предупредил о готовности партийного руководства отразить атаку фракционеров.
Эта активность была известна Ким Ир Сену, его сторонникам и компетентным инстанциям. Оппозиционеры находились под наблюдением ведомства Пан Хак Се, непосредственный оперативный контроль осуществлял заместитель министра внутренних дел Кан Сан Хо. Властная сторона в полной мере применила административный ресурс. Участники предстоявшего пленума подверглись тщательной обработке. Была заранее определена даже схема рассаживания — так, чтобы представители оппозиции оказывались во враждебном окружении. Объявленная дата пленума несколько раз переносилась, что также способствовало дезорганизации и дезориентации оппозиционеров.

## Столкновение

### Пленум и поражение
Пленум ЦК ТПК проходил 30—31 августа 1956 года в Пхеньянском Художественном театре. Формально в повестке дня стояли два вопроса: об итогах поездки партийно-правительственной делегации в СССР и страны Восточной Европы, о состоянии здравоохранения в стране. По первому вопросу выступил сам Ким Ир Сен, по второму — Пак Ким Чхоль. Но всем было заранее известно, что речь пойдёт совершенно о другом. Ким Ир Сен резко сменил тему и вновь заговорил о проблеме культа личности — в том плане, что культ Пак Хон Ёна остался в прошлом и вообще «не является закономерностью социализма».
От лица оппозиции выступил Юн Кон Хым. Он говорил о культе личности Ким Ир Сена и полицейском режиме, охраняющем этот культ, призвал отстранить от власти «такого безответственного человека, как Ким Ир Сен». Зал отреагировал крайне враждебно. Никто из делегатов не поддержал оратора. Ким Ир Сен пошёл на обострение, риторически спросив, является ли ТПК «фашистской партией», после чего предложил лишить Юн Кон Хыма слова.
Чхве Чхан Ик предпочёл социально-экономическую тематику. Он попытался сказать о тяжёлом материальном положении трудящихся масс, о необходимости перенести центр тяжести с производства средств производства на производство предметов потребления. Ким Ир Сен ответил, что тяжёлая промышленность необходима для национальной независимости, после чего Чхве Чхан Ик тоже был лишён слова. Сон Хви заговорил о партийном диктате в профсоюзах и был немедленно прерван. Пак Чхан Ок и Ли Пхиль Гю практически не смогли выступить. Один за другим делегаты поддерживали Ким Ир Сена и требовали репрессий. Оппозиционеры потерпели полное поражение и постарались ретироваться с пленума.
На следующий день пленум проголосовал за вывод Чхве Чхан Ика и Пак Чхан Ока из состава ЦК, исключение из партии Юн Кон Хыма, Ли Пхиль Гю, Со Хви. Все понимали, что такие решения означают быстрый арест. В заключительном слове Ким Ир Сен выразил сожаление, что прежде был «излишне добр» к противникам. Это фактически являлось резолюцией о репрессиях.
Неделю спустя, 7 сентября, Ким Ир Сен принял албанскую партийно-правительственную делегацию во главе с Энвером Ходжей. Албанская партия труда (в меньшей степени Румынская рабочая партия Георге Георгиу-Дежа) демонстративно противопоставила себя линии XX съезда и отвергла десталинизацию. В апреле 1956 Ходжа жёстко подавил выступление сторонников «Оттепели» на партийной конференции в Тиране. В этом контексте встреча Ким Ир Сена с Ходжей смотрелась символически.

### Побег и эмиграция
Вечером 30 августа Юн Кон Хым попытался скрыться в посольстве СССР, но не был пропущен под предлогом позднего времени. В ночь на 31 августа Юн Кон Хым, Ли Пхиль Гю, Со Хви и партийный функционер-«яньанец» Ким Кан бежали в Китай. Они вышли чёрным ходом из дома Юн Кон Хыма, на автомобилях добрались до пограничной реки Ялуцзян, под предлогом пикника заплатили лодочнику за перевозку до небольшого островка и оттуда перешли вброд на китайскую сторону. Погоню за ними возглавил Кан Сан Хо. Но власти КНР отказались выдать бежавших и даже демонстративно отправили на переговоры с замминистра внутренних дел КНДР уездных чинов пограничной охраны.
Ким Сын Хва уехал в СССР до начала пленума. Отозванный посол Ли Сан Чжо проигнорировал приказ вернуться в КНДР и остался в Москве. На требование об их выдаче заведующий отделом ЦК КПСС по связям с компартиями соцстран Юрий Андропов ответил категорическим отказом.
Все названные лица жили в КНР и СССР, были трудоустроены и не подвергались преследованиям. Однако им запрещалось высказываться по политической ситуации в КНДР. Не допускалось их проживание в Пекине и Москве, ограничивался круг общения с соотечественниками.
Чхве Чхан Ик, Пак Чхан Ок, Пак Ы Ван оставались в КНДР. Несколько месяцев они формально не были арестованы, но удалены из партийного руководства и правительства. Чхве Чхан Ика назначили заведующим свинофермой, Пак Чхан Ока — заместителем директора лесопилки, Пак Ы Вана уволили со всех должностей. Атмосфера вокруг них сгущалась, репрессирование было явным вопросом времени.

## Советско-китайское вмешательство
Происходящее вызывало серьёзное беспокойство в Москве и Пекине. Положение в КНДР конфиденциально обсуждалось в кулуарах VIII съезда КПК с участием бежавших оппозиционеров. 19 сентября в Пхеньян прибыла советско-китайская делегация, которую возглавляли первый зампред Совмина СССР Анастас Микоян и министр обороны КНР Пэн Дэхуай. Они взяли оппозиционеров под защиту и потребовали созыва внеочередного пленума ЦК ТПК. Существенно, что Микоян считал КПСС в полном праве выдвигать требования и ставить условия такой партии, как ТПК, а Пэн Дэхуай неприязненно относился к Ким Ир Сену со времён Корейской войны.
Позицию Ким Ир Сена на этих переговорах представляли Пак Кым Чхоль и Ким Чхан Ман. Они доказывали, будто решения августовского пленума вполне соответствуют общей линии международного коммунистического движения. При этом Микоян вынужден был соглашаться, что условия КНДР, «находящейся на стыке двух миров», требуют особой бдительности руководства. В то же время Пак Ы Ван (его пришлось допустить на эти встречи как видного представителя советских корейцев) с присущей ему прямотой говорил о нарушениях принципов внутрипартийной демократии, произволе и некомпетентности.
Однодневный пленум состоялся 23 сентября. Ким Ир Сен дал согласие на партийную реабилитацию исключённых оппозиционеров. Резолюция была опубликована в официозе ТПК Нодон синмун (где ранее ничего не сообщалось об августовских событиях). Проконтролировав принятие этих решений, советско-китайская делегация отбыла из Пхеньяна.
Однако Ким Ир Сен не собирался выполнять оформленных на пленуме обязательств. Такой метод — согласие под давлением и отказ от всех договорённостей при изменении ситуации в свою пользу — вообще был характерен для его политического стиля.

## Волна репрессий
Уже в ноябре 1956 года началась жёсткая кампания преследований. Массовых масштабах она достигла с середины 1957 и продолжалась до конца десятилетия. Формальное обоснование создал пленум ЦК ТПК в декабре 1957, на котором были официально отменены решения сентябрьского пленума. Непосредственно репрессивную сторону курировал глава МВД Пан Хак Се, организационную — зампред ЦК Пак Кым Чхоль, идеологическую — секретарь ЦК Ким Чхан Ман, пропагандистскую — председатель Союза писателей Хан Соль Я.
Участники оппозиции подвергались разнузданной травле, издевательствам, физическим избиениям на публичных собраниях. С начала 1957 органы госбезопасности приступили к арестам. Чхве Чхан Ик, Пак Чхан Ок, Пак Ы Ван, все их известные сторонники оказались в заключении. Несколько позднее, в сентябре 1957, снят с поста и взят под домашний арест престарелый Ким Ду Бон.
На этот раз власти КНДР не проводили показательных процессов. Суды имели закрытый формат, обвинения — политический характер: антипартийная деятельность, государственная измена, подготовка вооружённого мятежа. На основном процессе были осуждены 35 человек, из которых 20 — в том числе Чхве Чхан Ик, Пак Чхан Ок, Пак Ы Ван — приговорены к смертной казни. (Источники вновь отмечают твёрдое и смелое поведение Пак Ы Вана.) Обстоятельства их смерти доподлинно неизвестны, но к 1961 никого из них не было в живых. Погибли также секретарь Пхеньянского комитета Ко Пон Ги, генералы Ким Вон Суль и Ян Ке. Пан Хак Се заранее проинформировал советское посольство о предстоящих смертных приговорах. Строго изолированный Ким Ду Бон скончался предположительно в 1958. На его пост председателя Президиума Верховного народного собрания был утверждён Чхве Ён Гон.
Репрессии отнюдь не ограничивались высокопоставленными партийно-государственными функционерами. Жёсткой чистке подвергались региональные, а затем и низовые партийные организации, прежде всего в Пхеньяне. Сурово подавлялось интеллигентское инакомыслие в студенческой и преподавательской среде, прежде всего в Университете Ким Ир Сена. Известны такие имена репрессированных, как председатель Пхеньянского комитета ТПК Хон Сун Хван, секретарь парторганизации университета Хон Нак Ун, академический историк Ли Чхон Вон, заведующий университетской кафедрой марксизма-ленинизма Сон Кун Чхан, председатель ДПК Хон Ки Хван, председатель Чхонъудан Ким Таль Хён. Известно, что Хон Сун Хван и Хон Нак Ун твёрдо держались своей позиции, настаивая на борьбе с культом личности и соблюдении внутрипартийной демократии.
Массовые аресты обрушились и на беспартийных, заподозренных в нелояльности режиму — безотносительно к социальному происхождению и политической позиции. Организовывались собрания с «единодушным одобрением» расправ. Смертные приговоры нередко приводились в исполнение публично. Именно в конце 1950-х северокорейская тюремная система дополнилась сетью «лагерей перевоспитания». В апреле 1957 вступили в действие первые нормативы «трёхслойного» распределения категорий населения, предусматривавшие поражение в правах для многочисленных социальных групп (впоследствии это было развито во всеохватывающую систему). С лета 1958 законодательно установилась «система ответственности пяти семей» — порядок взаимного надзора, слежки и коллективной ответственности соседей друг за друга.
Ужесточилась и экономическая политика: в 1958 были национализированы последние частные предприятия в городах, запрещена частная торговля, уровень коллективизации на селе превысил 95 %. Вовлечение в производственный процесс окончательно перевелось на директивные рельсы с «добровольно-принудительным» энтузиазмом (Движение Чхоллима).
В марте 1958 в Пхеньяне собралась I конференция ТПК. С экономическим докладом выступил председатель северокорейского Госплана Ли Чжон Ок, с политическим — Пак Кым Чхоль. Он увязал в единую цепь «раскольнические фракции» Пак Хон Ёна и Ли Сын Ёпа, Хо Га И и Пак Ир У, Чхве Чхан Ика и Пак Чхан Ока. Выступили Пан Хак Се, министр юстиции Хо Чжон Сук, начальник политуправления КНА Ким Тхэ Гын. Резолюция конференции заклеймила фракционеров.
Был официально утверждён принцип культа личности — как «любви и уважения масс к лидерам партии». На роль главного идеолога ТПК, наряду с Ким Чхан Маном и Хан Соль Я, выдвинулся университетский профессор Хван Чжан Ёп, автор концепции чучхе. Важным инструментом стала историческая политика: все успехи корейской освободительной борьбы и государственного строительства приписывались Ким Ир Сену как единственному вождю, абсолютизировалась антияпонская война «партизанской фракции».
Репрессии 1957—1959 были самыми массовыми в истории КНДР. Пан Хак Се говорил в беседе с советским дипломатом о 100 тысячах «разоблачённых» в те годы. Уместно заметить, что примерно столько же северных корейцев подверглись репрессиям за гораздо более продолжительный период с 1948 по 1957. Население КНДР в конце 1950-х составляло около 11 миллионов человек.
Эта политика уже не встречала серьёзных возражений Москвы и Пекина. Несмотря на то, что связи репрессированных с КПСС и КПК часто рассматривались как отягчающее обстоятельство. Советское и китайское посольства, как правило, не защищали членов «своих» фракций (хотя единичные исключения встречались). В ряде случаев достигался компромисс: опальные корейцы выдворялись в СССР и КНР.
Причиной такого подхода стало Венгерское восстание. Любые меры подавления, предотвращающие подобное развитие событий, были теперь оправданы в глазах руководителей КПСС и КПК. На московском Совещании коммунистических и рабочих партий социалистических стран в ноябре 1957 Мао Цзэдун и Пэн Дэхуай принесли Ким Ир Сену извинения за прошлогоднее вмешательство в дела ТПК.

## Судьбы участников

### Сторона оппозиции
Чхве Чхан Ик казнён либо умер в заключении около 1958.
Пак Чхан Ок казнён либо умер в заключении в период 1958—1960.
Пак Ы Ван казнён либо умер в заключении.
Ким Ду Бон предположительно умер под домашним арестом в 1958.
Юн Кон Хым жил в Китае, умер в 1978.
Ли Пхиль Гю жил в Китае, дата смерти в открытых источниках отсутствует.
Со Хви жил в Китае, опасаясь выдачи в КНДР (реально не угрожавшей) пытался нелегально перебраться в СССР, был арестован, несколько месяцев провёл в китайской тюрьме, затем был освобождён. Умер в 1993.
Ли Сан Чжо жил в СССР до 1989, во время Перестройки перебрался в Южную Корею. Умер в 1993.
Ким Сын Хва жил в СССР, занимался историческими исследованиями, умер в 1973.

### Сторона власти
Ким Ир Сен оставался полновластным правителем КНДР до своей смерти в 1994.
Чхве Ён Гон четверть века занимал пост председателя Президиума Верховного народного собрания, потом четыре года был вице-президентом КНДР. Умер в 1976.
Пан Хак Се после ухода с МВД возглавлял партийную разведслужбу, потом Центральный суд КНДР; умер в 1992.
Нам Иль в 1959 ушёл с МИД, был вице-премьером, однако постепенно утратил политическое влияние; в 1976 погиб в автокатастрофе.
Пак Чжон Э была отстранена со всех постов в начале 1960-х, длительное время отсутствовала на публике и считалась репрессированной, вновь появилась в середине 1980-х в качестве церемониальной фигуры, после чего исчезла вновь, досконально судьба неизвестна.
Ким Чхан Ман был репрессирован в 1966 и умер на «трудовом перевоспитании».
Пак Кым Чхоль в 1967 возглавлял «фракцию Капсан», пытавшуюся отстранить Ким Ир Сена, был арестован и погиб при неизвестных обстоятельствах.
Хан Соль Я был репрессирован в 1962, отправлен на «трудовое перевоспитание». В 1969 реабилитирован и возвращён в ЦК ТПК, но видной роли уже не играл. Умер в 1976.
Хван Чжан Ёп побывал секретарём ЦК ТПК и председателем Президиума Верховного народного собрания, порвал с преемником Ким Ир Сена Ким Чен Иром, обвинил его в предательстве идей чучхе и бежал в Южную Корею.
Кан Сан Хо получил разрешение переехать на жительство в СССР. Умер уже в Российской Федерации в 2000.

## Причины и последствия поражения
События, связанные с августовским пленумом 1956 года стали крупнейшим политическим кризисом если не за всю историю КНДР, то за почти полувековое правление Ким Ир Сена. Теоретически оппозиция могла добиться своего — подобно тому, как примерно в то же время в НРБ был отстранён от власти Вылко Червенков, а в ВНР Матьяш Ракоши. Но слабость оппозиции определялась её верхушечным характером. Вся борьба сосредоточилась в узком кругу высшего руководства.
«Оттепельно-реформаторские» настроения замыкались в среде интеллигенции, студенчества и небольшой части номенклатуры. Крестьянские и рабочие массы были от этого далеки (чему имелись свои исторические причины). «Яньаньская» и «советская» фракции не имели организованных связей ни в интеллигенции, ни в низовом аппарате. Оппозиционеры и не пытались их устанавливать, не заботились даже об информировании. Немногочисленные партийные кадры, осведомлённые о происходящем, воспринимали конфликт как циничную борьбу за власть и не видели причин, рискуя жизнью, становиться на сторону оппозиции. Кроме того, идеи внутрипартийной демократии вообще не пользовались популярностью в номенклатуре ТПК. Единовластие партийного вождя более соответствовало корейской политической традиции.
Фракционеры преувеличивали значение внешнего фактора, готовность СССР и КНР на конфронтацию с Ким Ир Сеном. Это позволяло Ким Ир Сену позиционироваться как национал-патриоту против «иностранной — советской и китайской — агентуры». Не было в оппозиции даже тактического единства. Многие оппозиционеры не хотели устранять Ким Ир Сена, предпочитали, чтобы он сам возглавил реформы. Другие строили несбыточные расчёты на поддержку в окружении Ким Ир Сена — Чхве Ён Гона (Ли Пхиль Гю) либо Нам Иля (Пак Чхан Ок).
Полный успех Ким Ир Сена показал прочность его позиций в северокорейской номенклатуре. К середине 1950-х его поддерживали отнюдь не только ветераны «партизанской фракции». На его стороне были сформированные за десятилетие новые генерации партаппарата, государственного чиновничества, командования силовых структур, промышленной технократии. Административно-карательная система контролировала общество, и никакая внутрипартийная оппозиция не могла рассчитывать на массовые выступления в свою поддержку. В этом состояло принципиальное отличие КНДР от Восточной Европы. Оппозиция же антикоммунистическая в КНДР практически отсутствовала — почти все её представители перебрались в Южную Корею.
После 1956 года режим консолидировался на основе сталинизма с националистическим уклоном и идеологии чучхе. Уничтожение всех противостоящих фракций, официально объявленное на IV съезде ТПК в 1961, утвердило единовластие Ким Ир Сена в партии и государстве. В партийно-государственном аппарате усилилась дисциплина, в обществе — директивная управляемость. Резко возросло политическое значение репрессивных органов. Культ Ким Ир Сена достиг невиданных масштабов. КНДР начала выходить из-под советского и китайского контроля: значительно сократилось советское присутствие в стране, осенью 1958 были выведены войска НОАК. Северокорейская дипломатия постепенно осваивала игру на противоречиях между Москвой и Пекином.
Историк-кореевед Андрей Ланьков полагает, что несколько часов августовского пленума определили развитие КНДР на десятилетия вперёд.